# Nazionale maschile di beach soccer del Sudafrica
La nazionale di beach soccer del Sudafrica rappresenta il Sudafrica nelle competizioni internazionali di beach soccer.

## Rosa
Aggiornata a luglio 2008
| N. |                      | Ruolo | Calciatore              |
| -- | -------------------- | ----- | ----------------------- |
| 1  | Sudafrica (bandiera) | P     | Mbatha Siyabonga        |
| 2  | Sudafrica (bandiera) | D     | Kinsey Raphael Lowell   |
| 3  | Sudafrica (bandiera) | D     | Fani Nsuku Shange       |
| 4  | Sudafrica (bandiera) | D     | Lucky Siyabonga         |
| 5  | Sudafrica (bandiera) | D     | Darren Dicks            |
| 6  | Sudafrica (bandiera) | A     | Nduduzo Steven Phakhati |

| N. |                      | Ruolo | Calciatore               |
| -- | -------------------- | ----- | ------------------------ |
| 7  | Sudafrica (bandiera) | A     | Siyabonga Peaceland      |
| 8  | Sudafrica (bandiera) | A     | Bandile Quinton Tsepo    |
| 9  | Sudafrica (bandiera) | A     | Lesley Thando            |
| 10 | Sudafrica (bandiera) | A     | Frederick Philani Gumede |
| 11 | Sudafrica (bandiera) | D     | Phiwokuhle Prince        |
| 12 | Sudafrica (bandiera) | P     | Siyabonga Bright         |

Allenatore: Shezi Lindani